# Zenon Czech
Zenon Tomasz Czech (ur. 7 stycznia 1944 w Boguchwale) – polski działacz partyjny i państwowy, w latach 1981/5–1990 I sekretarz Komitetu Wojewódzkiego PZPR w Przemyślu.

## Życiorys
Syn Jana i Katarzyny. W 1966 wstąpił do Polskiej Zjednoczonej Partii Robotniczej. Od 1975 był sekretarzem i członkiem egzekutywy Komitetu Wojewódzkiego PZPR w Przemyślu. Od 25 czerwca 1981 (lub według mniejszości źródeł od 25 stycznia 1985) do 30 stycznia 1990 pełnił funkcję I sekretarza KW PZPR w Przemyślu. W późniejszych latach nieformalnie związany z Sojuszem Lewicy Demokratycznej.
Żonaty z Marią, dyrektor Urzędów Kontroli Skarbowej w Przemyślu i Rzeszowie.